# Istogenesi
Per istogenesi si intende la formazione di diversi tessuti funzionali a partire da una cellula indifferenziata.

## Le prime fasi dell'istogenesi

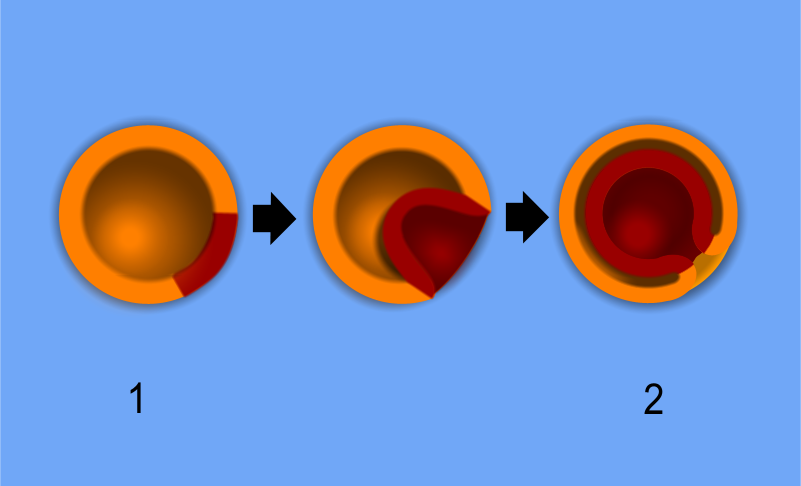
Gastrulazione di un diploblasto. Le cellule dell'ectoderma sono rappresentate in arancione, quelle dell'endodrema in rosso

Un foglietto embrionale è un gruppo di cellule che si forma durante l'embriogenesi degli animali. La tripartizine tipica dei foglietti embrionali è tipica dei vertebrati, ciononostante anche gli animali più complessi delle spugne producono in genere da due a tre differenti foglietti embrionali.
I gruppi di animali con simmetria radiale, come ad esempio gli cnidari, producono solo due foglietti chiamati ectoderma (foglietto esterno) e endoderma (interno) e sono perciò detti diploblastici.Anche gli ctenofori (simmetria bilaterale) hanno questa caratteristica.
Gli altri animali con simmetria bilaterale producono un terzo foglietto embrionale detto mesoderma, che si interpone tra i due precedentemente citati. Sono perciò detti triploblastici. Dai foglietti embrionali prendono origine tutti i tessuti presenti negli animali adulti e gli organi, mediante un processo detto organogenesi.

## L'origine dei tessuti funzionali
L'istogenesi riguarda quindi la formazione di tutti i tessuti, tra i quali:
- epiteliale (di rivestimento, ghiandolare esocrino, ghiandolare endocrino, sensoriale);
- connettivo (lasso, denso, elastico e reticolare; adipe, sangue, ossa, cartilagini, linfoidi);
- muscolare (scheletrico striato, muscolare striato, liscio);
- nervoso.

La tabella che segue associa a vari tessuti il foglietto embrionale dal quale essi si originano.
| Foglietto embrionale | Diffusione | Organi/tessuti                                                            |
| -------------------- | ---------- | ------------------------------------------------------------------------- |
| Endoderma            | Generale   | Apparato gastrointestinale                                                |
| Endoderma            | Generale   | Sistema respiratorio                                                      |
| Endoderma            | Generale   | Ghiandole endocrine e organi interni assimilabili quali fegato e pancreas |
| Mesoderma            | Generale   | Ossa                                                                      |
| Mesoderma            | Generale   | Buona parte del sistema cardiocircolatorio                                |
| Mesoderma            | Generale   | Tessuti connettivi                                                        |
| Mesoderma            | Generale   | Intestino crasso                                                          |
| Mesoderma            | Generale   | Mesenchima                                                                |
| Mesoderma            | Generale   | Mesotelio                                                                 |
| Mesoderma            | Generale   | Muscoli                                                                   |
| Mesoderma            | Generale   | Peritoneo                                                                 |
| Mesoderma            | Generale   | Apparato riproduttore                                                     |
| Mesoderma            | Generale   | Apparato urinario                                                         |
| Ectoderma            | Generale   | Sistema nervoso                                                           |
| Ectoderma            | Vertebrati | Cute (oltre che ughie, peli, capelli etc.)                                |
| Ectoderma            | Vertebrati | Epiteli della bocca e delle cavità nasali                                 |
| Ectoderma            | Vertebrati | Cristallino e cornea                                                      |
| Ectoderma            | Vertebrati | Melanociti                                                                |
| Ectoderma            | Vertebrati | cartilagini facciali                                                      |
| Ectoderma            | Vertebrati | Dentina                                                                   |
| Ectoderma            | Vertebrati | Cervello                                                                  |
| Ectoderma            | Vertebrati | Midollo spinale                                                           |
| Ectoderma            | Vertebrati | Retina                                                                    |